# Хлыстов, Николай Павлович
Николай Павлович Хлыстов (10 ноября 1932, Вяжневка, Рязанская область — 14 февраля 1999, Москва, Россия) — советский хоккеист. Заслуженный мастер спорта СССР (1954).

## Биография
Выступал за команду «Крылья Советов» (Москва) (1950—1961). В 1954—1958 — в сборной СССР, 79 матчей, 22 шайбы.
По окончании спортивной карьеры работал тренером спортивного клуба «Красный Октябрь» — 1961-64.
Похоронен на Ваганьковском кладбище.

## Достижения
- Чемпион ЗОИ 1956.
- Чемпион мира 1954, 1956. Серебряный призёр ЧМ 1955, 1957, 1958. На ЧМ и ЗОИ — 35 матчей, забросил 6 шайб.
- Чемпион СССР 1957. 2-й призёр чемпионатов СССР (1955, 1956, 1958), 3-й призёр чемпионатов СССР (1951, 1954, 1959, 1960).
- Обладатель Кубка СССР 1951. Финалист Кубка СССР (1952, 1954). В чемпионатах СССР — ок. 250 матчей, забросил 150 шайб.
- Избран в Зал Славы отечественного хоккея (2004).

## Награды
- Орден «Знак Почёта» (27.04.1957) — «за успехи, достигнутые в деле развития массового физкультурного движения в стране, повышения мастерства советских спортсменов, и успешное выступление на международных соревнованиях»
- Медаль ордена «За заслуги перед Отечеством» II степени (20.12.1996)[1]